# Кехтна (волость)
Кехтна (ест. Kehtna vald) — волость в Естонії, у складі повіту Рапламаа. Волосна адміністрація розташована в селищі Кехтна.

## Розташування
Площа волості — 507,3 км², чисельність населення становить 4567 осіб.
Адміністративний центр волості — сільське селище (ест. alevik)) Кехтна. Крім того, на території волості знаходяться ще 4 селища (Еідапере (Eidapere), Каерепере (Kaerepere), Кеава (Keava), Лелле (Lelle)) і 43 села: Ахекинну (Ahekõnnu), Елламаа (Ellamaa), Хаакла (Haakla), Херту (Hertu), Хііе (Hiie), Інглісте (Ingliste), Кябікюла (Käbiküla), Каерепере (Kaerepere), Калбу (Kalbu), Кярпла (Kärpla), Кехтна-Нурме (Kehtna-Nurme), Кастна (Kastna), Кенні (Kenni), Коогімяе (Koogimäe), Коогісте (Koogiste), Кирбйа (Kõrbja), Кумма (Kumma), Лаесте (Laeste), Лаллі (Lalli), Лау (Lau), Леллапере (Lellapere), Леллапере-Нурме (Lellapere-Nurme), Ліннаалусте (Linnaaluste), Локута (Lokuta), Метсяяре (Metsaääre), Мукрі (Mukri), Надалама (Nadalama), Нилва (Nõlva), Охекатку (Ohekatku), Пае (Pae), Паласі (Palasi), Палукюла (Paluküla), Пиллу (Põllu), Пирсаку (Põrsaku), Реонда (Reonda), Риие (Rõue), Саарепиллу (Saarepõllu), Сакса (Saksa), Саунакюла (Saunaküla), Селйа (Selja), Сооалусте (Sooaluste), Валту-Нурме (Valtu-Nurme), Вастйа (Vastja).